# Deana Zinßmeister
Deana Zinßmeister (* 12. April 1962 in Dillingen/Saar) ist eine deutsche Autorin historischer Romane.

## Leben
Deana Zinßmeister wuchs in Lebach auf. Sie absolvierte eine Ausbildung zur Einzelhandelskauffrau und betrieb ein Kindermodegeschäft, bevor sie sich ganz dem Schreiben widmete. 2006 erschien ihr erster historischer Roman Fliegen wie ein Vogel im Ullstein Verlag; mittlerweile schreibt Zinßmeister als Hausautorin für den Goldmann Verlag. Sie lebt mit ihrer Familie in Heusweiler im Saarland.

## Werk
Zinßmeister legt Wert auf historische Genauigkeit ihrer Romane. Damit diese authentisch wirken, recherchiert sie mittels Lektüre oder durch Recherchen vor Ort und wird von führenden Fachleuten unterstützt. So arbeitete sie im Jahr 2015 für die Pest-Trilogie mit dem Historiker Johannes Dillinger zusammen. Für ihren Bestseller Das Hexenmal ist sie den Fluchtweg ihrer Protagonisten selbst abgewandert.
Sie ist Mitglied bei DeLiA – Vereinigung deutschsprachiger Liebesroman-Autoren und -Autorinnen.

## Veröffentlichungen

### Hugenotten-Trilogie
- Das Lied der Hugenotten, Goldmann, 2017, ISBN 978-3-442-48409-6

- Der Turm der Ketzerin, Goldmann, 2018, ISBN 978-3-442-48410-2

### Hexen-Trilogie
- Das Hexenmal, Goldmann, 2008, ISBN 978-3-442-46705-1
- Der Hexenturm, Goldmann, 2010, ISBN 978-3-442-47248-2
- Der Hexenschwur, Goldmann, 2013, ISBN 978-3-442-46705-1

### Pest-Trilogie
- Das Pestzeichen, Goldmann, 2012, ISBN 978-3-442-47639-8
- Der Pestreiter, Goldmann, 2014 ISBN 978-3-442-48088-3
- Das Pestdorf, Goldmann, 2015, ISBN 978-3-442-47639-8

### Australien-Saga
- Fliegen wie ein Vogel, Ullstein Verlag (Taschenbuch), 2007, ISBN 978-3-548-26644-2
- Der Duft der Erinnerung, Ullstein Verlag (Taschenbuch), 2007, ISBN 978-3-548-26724-1

### Einzelwerke
- Die Gabe der Jungfrau, Goldmann, 2010, ISBN 978-3-442-47036-5
- Der Schwur der Sünderin, Goldmann, 2011, ISBN 978-3-442-47249-9
- Das Auge der Licentia, Arena Verlag, 2017, ISBN 978-3-401-60350-6
- Die Farbe des Goldes, Goldmann Verlag, 2019, ISBN 978-3-442-48888-9